# 増田洋美
増田 洋美（ますだ ひろみ、1942年 - ）は、日本のガラス工芸作家。1981年より制作を開始した。ガラスを素材にした展覧会は全て「PLAY THE GLASS」のタイトルで出品・展示する。日本、ヨーロッパ、東南アジア、北米、南米など広く国際的に活動する。

## 人物・略歴
横浜市生まれ。1961年に静岡県立静岡高等学校を、1966年に東京芸術大学美術学部工芸科を卒業した。1969年、同大学院鋳金科を修了した。1970年、1971年に多摩美術大学で講師を務めた。1971年、アート活動を停止し（在インドネシア、 - 1976年）、1981年からガラス製作始める。1990年、文教大学講師に就任した（ - 1992年）。2000年、ヴェネツィア・ムラノ島で制作を始める。
2005年11月、東京芸術大学で特別講演「ジャワ移動個展の旅」（企画・協賛：日本インドネシア財団 後援：インドネシア文化庁・スラカルタ王宮（ソロ））を、2012年12月に文教大学で講演をした。

## 出品・制作[4]
1985年 国際ガラス展出品（ルーアン美術館）
/1988年 日本のガラス展出品（サンパウロ美術館）
/1989年 IMAGIN'89　現代日本の彫刻展（ロスアンジェルス）現代工芸の一断面（麻布美術工芸館）
/1990年 '90現代ガラスの造形展（箱根 彫刻の森美術館）
/1999年 IBM 103号棟エントランス・オブジェ制作（滋賀県）
/2002年 4月 Ｃａ Ｄ'Ｏｒｏ美術館（ヴェネツィア・イタリア）
/8月 第５回ＯＰＥＮ　（２００２）　日本代表（ヴェネツィア・イタリア）
/2003年 3月 MULTIETNICITTA 招待出品(MIM美術館) (ピアチェンツァ・イタリア)
/2004年 3月 第三回AVANTGARDESIGN in NOVEGRO（ミラノ・イタリア）
/9月 アートサミット　招待出品（ナショナルギャラリー)(ジャカルタ・インドネシア）
/10月 喰丸文化祭参加（旧喰丸小学校・福島県昭和村）企画：坂入尚文 協賛：ＭＡＳＵＫＡＮ
/2005年 1月 ボローニャ・アートフェア出品(D'arsファウンデーション)（ボローニャ・イタリア）
/6月 ヴェネツィア・ビエンナーレ公式個人参加（ヴェネツィア・イタリア）
/7月「SOUL」展　招待出品 モダンアート美術館 企画（ブルージュ・ベルギー）
/9月 CPビエンナーレ招待出品（ジャカルタ・インドネシア）
/2006年 6月 ローマ遺跡インスタレ－ション（TENPIO di APOLLO・FORO TRAIANO）PLAY THE GLASS calmato 企画・協賛：ギャラリーCAOS
/11月 ヴェローナアートフェア出品（ギャラリーCAOS）
/12月 レッジョミリア　アートフェア出品（ギャラリーCAOS）
/2007年 3月 アート・ビオトープ那須グランドオープン記念展（二期倶楽部敷地内）（那須・栃木県）企画・協賛：二期倶楽部
/11月 ヴェローナアートフェア出品（ギャラリーCAOS)
/2008年 1月 ボローニャアートフェア出品（ギャラリーCAOS）
/11月 ヴェローナアートフェア出品（ギャラリーCAOS）
/2009年 10月 静寂と色彩（川村記念美術館）
/10月 アートコントラーダ（市村記念館・軽井沢）
/2011年 1月 ボローニャアートフェア出品（ギャラリーCAOS）
/9月 マントヴァ文芸祭参加
/2012年 1月 現代美術展 in とよはし
/2013年 4月 小海町高原美術館（もうひとつの自然）
/2016年 6月 大分県立美術館（生への言祝ぎ）
/2019年 2月 旧日銀被曝建物　平和大通り芸術展（広島市）
/9月 シンビズム３展（信州ミュージアムネットワークが選んだ作家たち）（長野県）

### 個展[4]
1984年 ギャラリー21（銀座・東京）
/1987年 ぎゃらりーセンターポイント（銀座・東京）
/1988年 同上
/1991年 同上
/1994年 みゆき画廊（銀座・東京）
/1998年 ぎゃらりーセンターポイント（銀座・東京）
/1999年 同上
/2001年 パウリギャラリー（ヴェネチア）
/2002年 1月 スパンアートギャラリー（銀座・東京）
/4月 Ｃａ Ｄ'Ｏｒｏ美術館（ヴェネチア）
/12月 スパンアートギャラリー（銀座・東京）
/2003年 6月 スサン・フランチェスコ教会、中庭（ヴェネチア）後援：日本文化会館 協賛：旭硝子・MASUKAN
/2004年 1月 スパンアートギャラリー（銀座・東京）
/3月 MIM美術館（サンピエトロ、イタリア）企画：ダルスファンデーション 後援：エミリア＝ロマーニャ州・ピアチェンツァ県 協賛：旭硝子・COPROMET spa・ブランシャー画廊（ミラノ、イタリア）
/9月 ブンタラ ブダヤ（ジャカルタ、インドネシア）企画・協賛：PT. CEMANY TOKA・PT. GARUDA WARNA SCAN
/10月 スパンアートギャラリー（銀座・東京）
/2005年 6月 サンジョバンニバッティスタ教会集会所(ヴェネツィア・ビエンナーレ参加)後援：ヴェネト州・ヴェネツィア・ＥＵ日本年・日本文化会館・日本領事館 協賛：DRIADE・COPROMET spa・他
/12月 国立博物館（ジャカルタ・インドネシア）企画・協賛：日本インドネシア財団 後援：インドネシア文化庁・スラカルタ王宮
/2006年 6月 ギャラリーC・A・O・S（ローマ・イタリア）後援：ローマ現代美術館・ラツィオ州・ローマ市・ヴェネツィア市・日本大使館・日本文化会館 協賛：ボスコロホテルグループ・Bradipo Travel Designer・Overseas Curier Srvice
/11月 湯島聖堂（東京）後援：インドネシア共和国文化観光省 協賛：日本インドネシア文化財団
/2007年 4月 Ottagono Galleria Vittorio EmanueleⅡ（ミラノ・イタリア）　PLAY THE GLASS adirato(FUORI SARONE参加)後援：文化財・ミラノ市設備評議会・文化財文化活動省・ロンバルディア州・日本総領事館・伊日財団 協賛：ギャラリーCAOS ・INAアッシタリア
/5月 ホテルブルガリ（ミラノ・イタリア） 企画・協賛：ホテルブルガリ、ギャラリーCAOS
/8月 CAPARUBIO（トスカーナ）
/2008年 8月 工房にて野外展示　PLAY THE GLASS inorganic lives 「無機生物」
/2009年 4月 富士フイルムフォトサロン（東京）作品写真展「旅するガラスたち」
/8月 工房にて野外展示　PLAY THE GLASS inorganic lives 「無機生物」
/2010年 11月 新潟市新津美術館（新潟県）
/2012年 8月 酒田市美術館、本間美術館、土門拳記念館（３館同時開催）（山形県酒田市）
/2014年 8月 おぶせミュージアム
/2016年 8月 ギャラリーＧ（広島市）
/8月トーホー株式会社ガラスの里（広島市）
/2017年 8月 リエンツ（オーストリア）企画： "Spielfeld Kultur"東チロル文化協会（Claudia Moser）
/9月 パンテレリア（イタリア）企画：Galleriadisegno (Massimo Ghisi ）

## 作品集・出版
- 『増田洋美』 おぶせミュージアム・中島千波館 2014
- 『Hiromi Masuda : play the glass』 新潟市新津美術館 ホソカワ・アート・オフィス 編集 新潟市新津美術館 2010
- 『Masuda Hiromi : play the glass』 Biennale di Venezia 共著 Scoletta di San Giovanni Battista e del SS. Sacramento 2005
- 『作品集「PLAY THE GLASS」』MASUKAN 2004.4
- 『増田洋美展 : play the glass/3 : 浪合』 ぎゃらりいセンターポイント 1988
- 『増田洋美』 1987

## 受賞歴[4]
- 1970年 第９回現代日本美術展入選（アルミオブジェ）
- 1991年 横浜彫刻展入選（野外作品制作）

## 主な作品所属先
- ルーアン美術館
- 昭和大学医学部
- 浪合村
- 文教大学
- 横浜市
- IBM
- MIZKAN MUSEUM
- ステッリーネ財団
- 酒田市美術館